# Palacio de los Condes de Buendía (Valladolid)
El palacio de los condes de Buendía se encuentra en la ciudad castellano-leonesa de Valladolid (España), en el n.º 14 de la calle de Juan Mambrilla (antigua calle de Francos) y alberga actualmente las sedes de Ediciones Universidad de Valladolid y del Centro Buendía de la Universidad de Valladolid.
Fue construido a finales del siglo XV por la familia Acuña, condes de Buendía en 1465 y señores de Dueñas desde 1439, villa próxima a Valladolid en la que habían establecido la cabeza de sus estados señoriales.
Tradicionalmente ha sido identificada con la "Casa de Zúñiga" que se encontraría situada en la misma calle, frontero a este palacio. Pero gracias a los estudios del profesor de Historia del Arte de la Universidad de Valladolid Jesús Urrea se ha rehabilitado la verdadera identidad de este palacio vallisoletano.
Junto con el palacio de los Vivero es el único vestigio de la arquitectura civil vallisoletana del siglo XV que se conserva, magnífico ejemplo de la transición del gótico al renacimiento en la arquitectura civil castellana.

## Historia

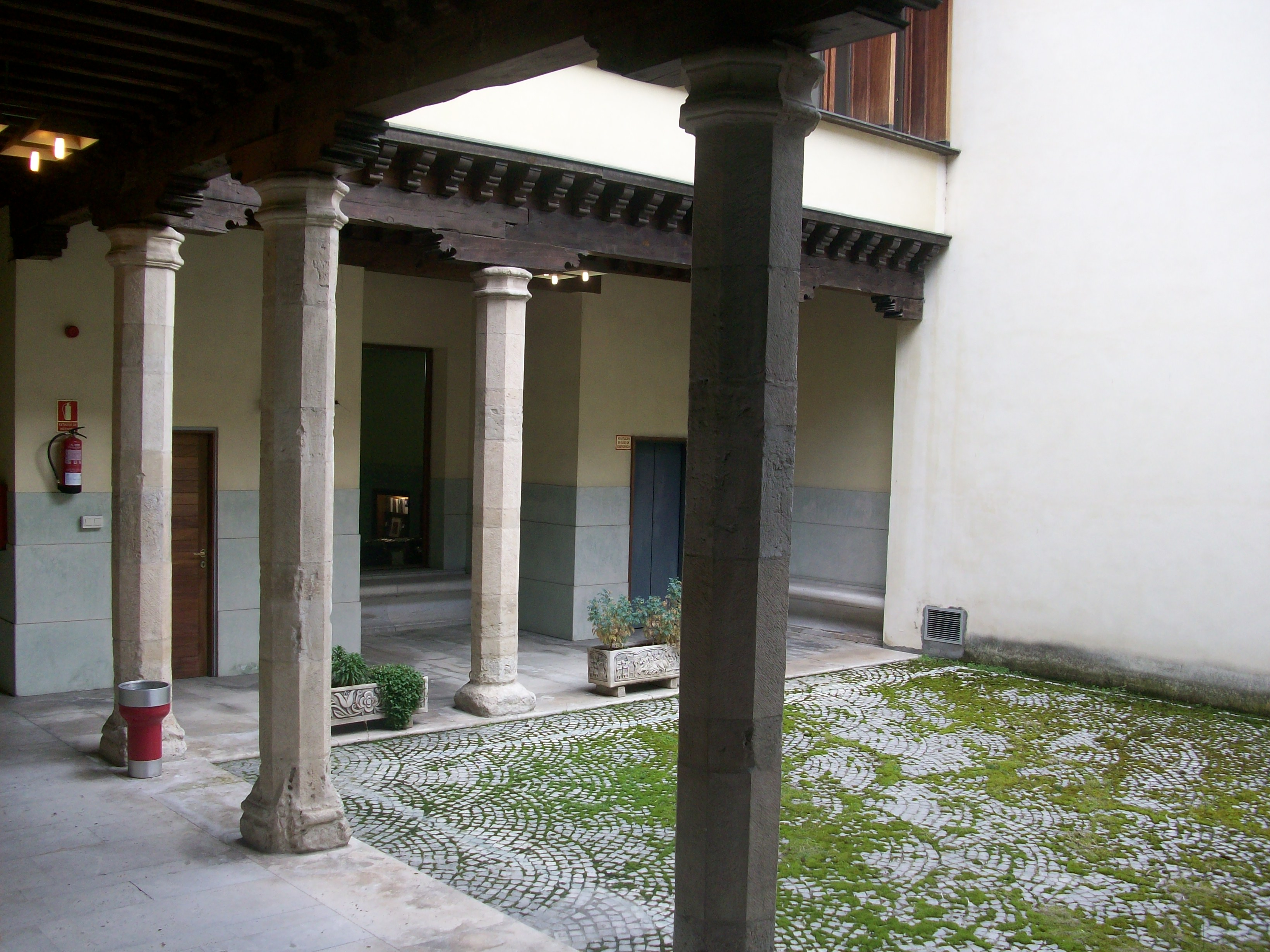
Patio de Armas del Palacio de los condes de Buendía de Valladolid.

Construido a finales del siglo XV por la familia Acuña, condes de Buendía desde 1465, constituye uno de los primeros ejemplos renacentistas de la ciudad. El edificio se significa de los de su entorno inmediato a través del mecanismo de retranquearse generando un ámbito adecuado a la pretendida magnificencia del palacio, tiene una fachada sencilla con un esgrafiado segoviano cuya superficie está recubierta de una ornamentación geométrica de estilo mudéjar, y su portada es de arco de medio punto y molduración gótica, enmarcada por un alfiz, que mantiene dos escudos, cuyas armas han sido picadas. Del interior del inmueble destaca el patio del cual se han conservado dos crujías, formadas por pilares octogonales, de capitel poliédrico liso, del estilo de los del palacio de Santa Cruz, sede del Rectorado. Reciben zapatas de madera, con perfil sinuoso, de estilo mudéjar.
A este palacio, habría que sumarle unas casas más modernas que daban a la plaza de Santa María (plaza de la Universidad), en la esquina de las calles duque de Lerma y Ruiz Hernández, construidas por el VI conde de Buendía en 1587 y que comunicarían con el palacio primitivo a través de un patio y jardín interior.
La construcción de este palacio en Valladolid por la familia Acuña se debe a las continuas estancias de la corte castellana en la capital del Pisuerga. Así tiene lugar en él la muerte del V conde de Buendía, Fadrique de Acuña, en 1557. Pero tras la instalación de la Corte definitivamente en Madrid en 1561 por Felipe II, la nobleza va a asentarse cerca del monarca produciéndose un paulatino alejamiento de los señores de sus posesiones territoriales.
En el siglo XVII, los herederos de este palacio, los descendientes del hijo natural del VI conde de Buendía, los marqueses de Vallecerrato, lo tenían alquilado a diferentes personajes de la localidad como Diego Rodríguez Valtodano, oidor presidente de la Chancillería de Valladolid, en 1629 o Diego de Loaísa, oidor de la Chancillería, en 1642. Sin embargo, a fines del siglo XVII, al no satisfacer los réditos censuales los condes de Buendía, el Cabildo de la catedral se hizo con la posesión de la casa, alquilándola a partir de entonces a diversos particulares.
Ha sido sometido a una restauración por la Universidad de Valladolid, a la que actualmente pertenece, conservándose su interesante patio interior con dos crujías formadas por siete pilares esbeltos rematados por sencillos capitales, pudiéndose establecer paralelismos con los existentes en su palacio de Dueñas.
Cedido por el Ayuntamiento a la Universidad de Valladolid, fue sometido a una importante restauración entre 1989 y 1992 para convertirlo en la sede del Centro Buendía.